# Starstruck (canção)
"Starstruck" é uma canção da cantora norte-americana Lady Gaga com participação de Space Cowboy e Flo Rida. Foi composta e produzida por Martin Kierszenbaum, Space Cowboy com o auxílio da própria juntamente com Flo Rida, sendo esta uma das últimas faixas a serem gravadas para o disco em 2008. A canção foi lançada pela primeira vez na versão padrão do álbum no Reino Unido e Irlanda.

## Fundo musical
"Starstruck" é uma canção de tema sexual e fascínio com a fama,  com vocais de Lady Gaga e Space Cowboy.  Foi escrita por Gaga e Flo Rida,  e foi produzida por Martin Kierszenbaum e Space Cowboy.  Space Cowboy e Gaga foram introduzidos em Los Angeles por Martin Kierszenbaum, o chefe da gravadora de Gaga, Cherrytree Records, com o selo da Interscope Records.  Kierszenbaum recomendou uma colaboração entre eles depois de ouvir o single "My Egyptian Lover" de Space Cowboy ,  lançado em janeiro de 2007 e com a vocalista Nadia Oh.  Kierszenbaum conversou com Space Cowboy durante o Natal de 2007  e Space Cowboy falou primeiramente com Gaga por telefone na véspera do Ano Novo, "[se deram] tão bem imediatamente"  falando de lantejoulas, bolas de discoteca, de Prince, David Bowie e pintura corporal.  Os dois trabalharam juntos em Los Angeles para criar "Christmas Tree" e "Starstruck", uma canção para algumas edições do álbum então atual de Lady Gaga The Fame. Space Cowboy comentou estar trabalhando com Lady Gaga:
| “ | Descobrimos que nós compartilhamos praticamente as mesmas experiências, que estava fazendo coisas semelhantes em lados opostos do Atlântico. Então eu fui convidado para o estúdio para gravar algumas músicas com Lady Gaga; nós fizemos “Starstruck”, fizemos uma canção chamada “Christmas Tree”. Ela é super criativa, ela é incrível - a melhor compositora que eu já tinha visto, e melhor intérprete. | ” |

## Recepção da crítica
Cinquemani disse que "as letras de Gaga alternam entre baratas [... ] e [...], absurdas e as suas performances vocais são desiguais na melhor das hipóteses [...] [as] músicas que trabalham incluem "Poker Face", "Starstruck", "Paper Gangsta" e "Summerboy"—o resto quase que exclusivamente produz ganchos ágeis de cantar."

## Desempenho nas tabelas musicais
Mesmo sem lançamento como música de trabalho, a faixa entrou na parada de três países: No Canadá alcançou a 74ª colocação no Canadian Hot 100, No Estados Unidos alcançou a 7ª colocação no Bubbling Under Hot 100 Singles, 70ª colocação na Billboard Digital Songs e a 19ª colocação na Dance/Electronic Digital Songs e no Reino Unido alcançou a 191ª colocação no UK Singles Chart. A canção vendeu mais de 781 mil cópias no Estados Unidos.

### Posições
| Posições (2008/2009)                                      | Melhor posição |
| --------------------------------------------------------- | -------------- |
| Canadá - Canadian Hot 100                                 | 74             |
| UK Singles Chart                                          | 191            |
| Estados Unidos - Billboard Bubbling Under Hot 100 Singles | 7              |
| Estados Unidos - Billboard Dance/Electronic Digital Songs | 19             |
| Estados Unidos - Billboard Digital Songs                  | 70             |